# Габриелян, Слава
Сла́ва Габриеля́н (арм. Սլավա Գաբրիելյան; род. 1 января 1957, Ханадзах (ныне Ханъюрду), Нагорно-Карабахская АО) — советский футболист и армянский тренер. Мастер спорта (1989). Главный тренер клуба «Гандзасар-2» выступающего в Первой лиге.

## Клубная карьера
Выступал за клуб второй лиги «Карабах». В клубе провел более 10 лет, был одним из основных игроков.

## Статистика выступлений
| Клуб            | Сезон                                  | Чемпионат | Чемпионат | Кубок | Кубок | Еврокубки | Еврокубки | Всего | Всего |
| Клуб            | Сезон                                  | Матчи     | Голы      | Матчи | Голы  | Матчи     | Голы      | Матчи | Голы  |
| --------------- | -------------------------------------- | --------- | --------- | ----- | ----- | --------- | --------- | ----- | ----- |
| Карабах / Арцах | 1988, Вторая лига СССР (1 зона)        | 38        | 0         | ?     | ?     | -         | -         | 38    | 0     |
| Карабах / Арцах | 1989, Вторая лига СССР (5 зона)        | 42        | 0         | ?     | ?     | -         | -         | 42    | 0     |
| Карабах / Арцах | 1990, Вторая низшая лига СССР (2 зона) | ?         | ?         | ?     | ?     | -         | -         | ?     | ?     |
| Карабах / Арцах | 1991, Вторая низшая лига СССР (2 зона) | 23        | 0         | ?     | ?     | -         | -         | 23    | 0     |
| Всего           | Всего                                  | 103       | 0         | ?     | ?     | —         | —         | 103   | 0     |

## Тренерская карьера
Долгое время тренировал родной для себя степанакертский «Карабах», сменивший впоследствии название на «Лернаин Арцах».
В конце сезона 2009 года возглавил капанский «Гандзасар», после уволенного со своего поста Самвела Петросяна. Игра под руководством Габриеляна не изменилась. Ввиду этого в прессу просочилась информация о том, что бывший наставник капанцев, а ныне помощник главного тренера Альберт Саркисян сменил Славу Габриеляна. Вскоре, эту информацию опроверг исполнительный директор клуба Владик Аракелян. В конечном итоге Саркисян всё-таки сменил Габриеляна. Сам же Габриелян перешёл в дубль, где занял пост главного тренера команды.

## Достижения
- игрока:
  - Бронзовый призёр Второй низшей лиги: 1991
- тренера:
  - Серебряный призёр Первой лиги Армении: 2000[5][6], 2004[7]